# Kreuz von Villeranque

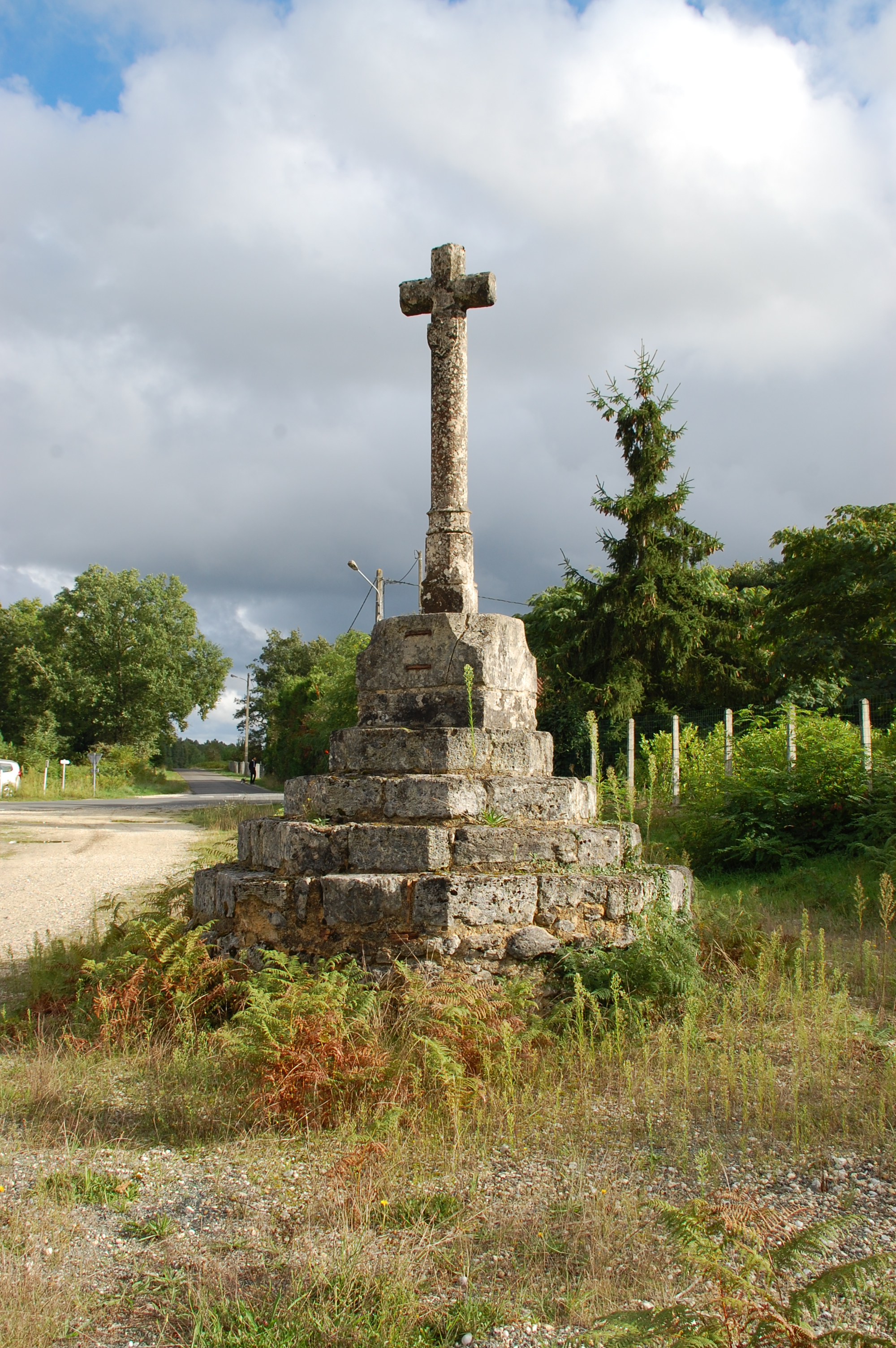
Kreuz von Villeranque

Das  Kreuz von Villeranque in Avensan, einer französischen Gemeinde im Département Gironde in der Region Nouvelle-Aquitaine, wurde im 16. Jahrhundert errichtet. Im Jahr 1926 wurde das Kreuz als Monument historique in die Liste der Baudenkmäler in Frankreich aufgenommen.
Das monumentale Flurkreuz steht am Jakobsweg, der Straße von Tours nach Bordeaux. 
Auf einem fünfstufigen Sockel steht die Basis des Kreuzes, das mit dem Wappen der Herren von Avensan versehen ist. 